# Xichong

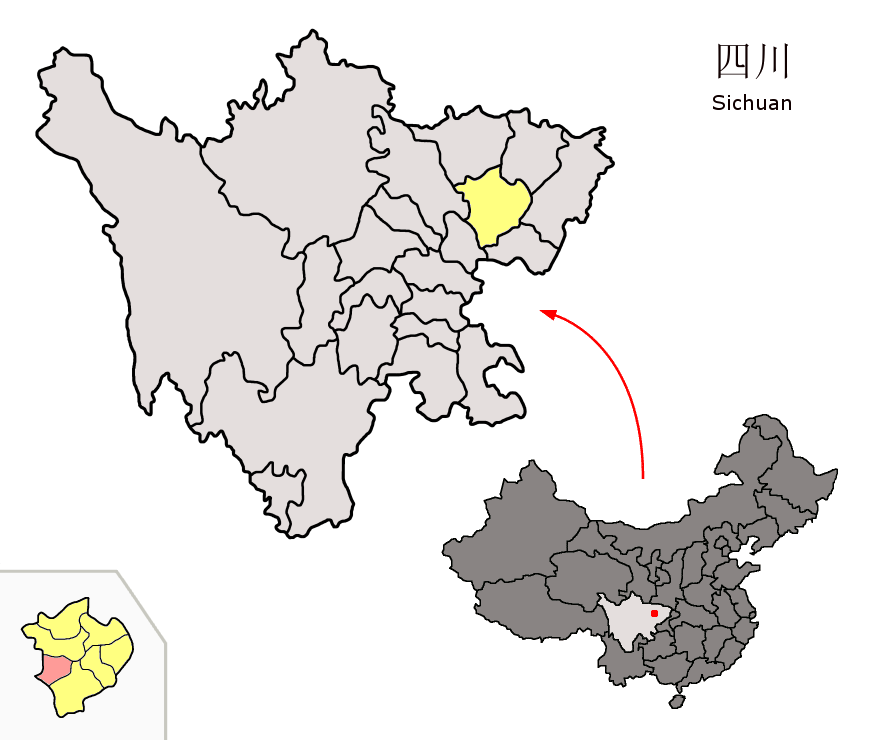
Lage des Kreises Xichong (rosa) in der bezirksfreien Stadt Nanchong (gelb).

Der Kreis Xichong (西充县,  Xīchōng Xiàn) ist ein Kreis der bezirksfreien Stadt Nanchong im Nordosten der südwestchinesischen Provinz Sichuan. Er hat eine Fläche von 1.108 Quadratkilometern und zählt 420.023 Einwohner (Stand: Zensus 2020). Sein Hauptort ist die Großgemeinde Jincheng (晋城镇).

## Administrative Gliederung
Auf Gemeindeebene setzt sich der Kreis aus 16 Großgemeinden und 28 Gemeinden zusammen.